# Erasme Raway
Erasme Raway (Lieja, 1850 - Brussel·les, 1 d'octubre de 1918) fou un sacerdot i compositor belga. Simultaniejà els estudis musicals amb els teològics i s'ordenà sacerdot el 1875. Fou professor dels seminaris de Sint-Truiden i de Lieja, i entre les seves composicions musicals hi ha: Scènes hindous, per a orquestra; Symphonie libre, Les Adieux, Ode symphonique, Scherzo caprice, Freya, diàleg; nombroses melodies vocals i música religiosa.